# Jazz in Detroit/Strata Concert Gallery/46 Selden
Jazz in Detroit/Strata Concert Gallery/46 Selden (Untertitel: Presented by Allied Artists Association of America Inc. with the Support of Michigan Council for the Arts) ist ein Livealbum von Charles Mingus, das am 12. März 1973 in der Detroiter Strata Concert Gallery aufgenommen wurde und im November 2018 auf dem britischen Label BBE Records erscheint.

## Hintergrund
Die Aufnahmen sind zeitlich zwischen dem Entstehen der regulären Mingus-Alben Charles Mingus and Friends in Concert (Februar 1972) und Mingus Moves (Oktober 1973) einzuordnen; mitgeschnitten wurden sie während eines einwöchigen Engagements (13.–18. Februar 1973) des Mingus-Quintetts in Detroits Strata Concert Gallery (46 Selden Street), einem Veranstaltungsort des kurzlebigen Jazzlabels Strata Records. Mit Charles Mingus (Kontrabass) spielten Don Pullen am Piano, John Stubblefield am Alt- und Tenorsaxophon, ferner die beiden aus Detroit stammenden Musiker Joe Gardner (Trompete) und Roy Brooks (Schlagzeug). Brooks und Gardner waren bereits 1971 mit Mingus im Bostoner Jazz Workshop aufgetreten; ebenfalls seit 1971 hatte Saxophonist Stubblefield mit Mingus in New York gearbeitet, jedoch ohne mit ihm aufzunehmen. Kurz nach dem Engagement in Detroit verließ Stubblefield die Mingus-Band, um nach dessen Tod in der Mingus Dynasty und der Mingus Big Band zu spielen.
Die Sessions der Mingus-Band wurden von dem Produzenten und Rundfunkmoderator Robert „Bud“ Spangler für den gemeinnützigen Sender WDET-FM mitgeschnitten.
Die Erstveröffentlichung wurde ermöglicht durch den New Yorker Diskjockey und Plattensammler Amir Abdullah und Hermione Brooks, die Witwe des beteiligten Roy Brooks, der 2005 gestorben war. Hermione Brooks und ihre Freundin Barbara Cox, die zusammen mit ihrem Man Kenny Cox Gründerin und Leiterin von Strata gewesen war, übergaben die Bänder an das in Brooklyn ansässige Plattenlabel 180 Proof Records, das es in Kooperation mit dem britischen Barely Breaking Even Label veröffentlichte. Die Tonqualität ist akzeptabel; neben den drei Stunden Musik der Mingus-Band enthält das Material das Interview, das WDET-Moderator Bud Spangler in der Pause mit Roy Brooks gehalten hatte. Die beiden Alternate Takes stammen möglicherweise von den Proben vor dem abendlichen Auftritt.

## Musik des Albums
Zu den gespielten Titeln gehörte „Pithecanthropus Erectus“, Titelstück des gleichnamigen Albums von 1956, „Peggy’s Blue Skylight“ (vom Album Oh Yeah von 1961), sowie neuere Kompositionen wie „The Man Who Never Sleeps“, „Orange Was the Colour of Her Dress, Then Blue Silk“ (vom Album Changes One/Two, das 1975 erschien), „Noddin’ Ya Head Blues“ und den Walzer „Dizzy Profile“, den Mingus nie im Studio aufgenommen hatte.

## Rezeption und Auszeichnungen
Chris May schrieb in All About Jazz, Jazz in Detroit sei (trotz allen Vorbehalten) eine wichtige Veröffentlichung und eine willkommene Ergänzung der Archive, jedoch verbände sich damit kein Paradigmenwechsel. Die Besetzung dieser Mingus-Band sei nicht die erste Wahl; es seien auch keine Studioaufnahmen dieser Formation entstanden. Herausragend sei jedoch die Leistung des Schlagzeugers Roy Brooks, ebenso des Pianisten Don Pullen, doch dessen sonst avantgardistischen Neigungen wären hier in einer bluesigen Spielhaltung gedämpft. Weniger bemerkenswert wären die Leistungen der beiden Bläser; Trompeter Joe Gardner sei ein typischer, aber nicht herausragender Hardbop-Spieler. Tenorsaxophonist John Stubblefield könne nicht mit den Saxophonisten mithalten, die Mingus sonst beschäftigte. Zu den bedeutendsten Titeln des Albums zählen die Ballade „Dizzy Profile“, und „Noddin' Ya Head Blues“, der in einer verändert arrangierten Version auf Three or Four Shades of Blues (Atlantic, 1977) erschien. Solisten in beiden Titeln sind Gardner, Stubblefield und Pullen; Mingus und Brooks in „Noddin’“. Zusammenfassend meint der Autor, Mingus’ zufriedenstellendste Alben seien die mit großen Ensembles gewesen; die Ausnahme wäre Charles Mingus Presents Charles Mingus (Candid, 1960), in Quartettbesetzung mit Eric Dolphy, Ted Curson und Dannie Richmond. Doch die Besetzung der Band von 1973 in Detroit spiele nicht in der derselben Liga.
Für Marc Myers (Jazzwax) ist die Veröffentlichung von Mingus’ Jazz in Detroit ein Meilenstein, der eine große Lücke in dessen Diskografie fülle; damit könne man sich ein klar definiertes Bild davon verschaffen, wie großartig dieses Mingus-Quintett war. Die Musik sei reichhaltig und wunderbar; viele der gespielten Titel hypnotisierend. Saxophonist Stubblefield böte dabei eine unglaubliche Darbietung; das Gleiche gelte für Pianist Don Pullen und Trompeter Joe Gardner. Drummer Roy Brooks sei die treibende Kraft, ebenso wie natürlich Mingus selbst.
George Grella schrieb in Bandcamp Daily, dies sei eine der bedeutendsten archivierten Mingus-Veröffentlichungen der letzten Jahrzehnte, eine echte Entdeckung, außerdem sei es eine Freude, dieses besondere Ensemble zu hören, in dem der [1995] verstorbene, großartige Don Pullen am Piano zu hören war, einer der wenigen Musiker, der das gleiche raue Feuer hatte wie der Bandleader. Mit dem Trompeter Joe Gardner und dem Tenorsaxophonisten John Stubblefield an der Spitze und Roy Brooks (der seine eigene Wiederentdeckung verdiene) am Schlagzeug sei dies ein fesselnder, aufregender Live-Mitschnitt, eine der besten Live-Mingus-Dokumente einer Band, die manchmal seinem historischen Ensemble von 1964 nahe komme.
2018 wurde das Album beim Reader's Poll von JazzTimes nominiert, den Both Directions at Once: The Lost Album von John Coltrane gewann. Beim Jazz Critics Poll des National Public Radio kam das Album in der Kategorie Rare Avis auf den fünften Platz.

## Titelliste

### LP-Edition
| A1 - Pithecanthropus Erectus B1 - Pithecanthropus Erectus (continued) C1 - The Man Who Never Sleeps D1 - Peggy's Blue Skylight E1 - Introduction by Bud Spangler / Celia | F1 - Celia (continued) G1 - C Jam Blues H1 - C Jam Blues (continued) I1 - Orange Was the Color of Her Dress, Then Blue Silk J1 - Dizzy Profile |

### CD-Edition
| CD 1 1. Pithecanthropus Erectus 25:06 2. The Man Who Never Sleeps (Mingus) 9:24 3. Peggy's Blue Skylight (Mingus) 18:45 CD 2 1. Introduction by Bud Spangler 2. Celia (Mingus) 23:06 3. Bud Spangler Interview with Roy Brookes | CD 3 1. Jam Blues (Ellington) 5:51 2. Orange Was the Colour Of Her Dress, Then Silk Blue (Mingus) 20:36 3. Dizzy Profile 27:36 CD 4 1. Noddin' Ya Head Blues 26:01 2. Celia (Alternate Take) 24:17 CD 5 1. Dizzy Profile (Alternate Take) 12:01 2. Bud Spangler announcement |